# Liodoryctes dentifer
Liodoryctes dentifer är en stekelart som först beskrevs av Embrik Strand 1911.  Liodoryctes dentifer ingår i släktet Liodoryctes och familjen bracksteklar. Inga underarter finns listade i Catalogue of Life.